# Ernesto Frederico I, Duque de Saxe-Hildburghausen
Ernesto Frederico I de Saxe-Hildburghausen (21 de agosto de 1681 - 9 de março de 1724) foi duque de Saxe-Hildburghausen de 1715 até à sua morte.

## Biografia
Ernesto Frederico era o filho mais velho de Ernesto, Duque de Saxe-Hildburghausen e da condessa Sofia de Waldeck.
Quando era jovem, prestou serviço militar nos Países Baixos, no exército imperial, e ficou ferido durante a Guerra da Sucessão Espanhola em Höchstädt. Em 1715, deixou o exército aquando da morte do seu pai, e assumiu o governo de Saxe-Hildburghausen. Tal como muitos príncipes alemães da época, Ernesto queria reproduzir o esplendor da corte do rei Luís XIV de França no seu ducado, mas este desejo acabaria por levar-lo à ruína.
Ernesto precisava constantemente de dinheiro, por isso aumentou os impostos e vendeu cidades a outros estados. Um delas foi a cidade de Cuylenburg, que tinha recebido com o dote da esposa. O seu estado foi vendido aos Estados Gerais em 1720. Esta decisão não foi tomada para que o duque pudesse pagar as suas dívidas, mas sim para construir um jardim que se ligava a um canal. De forma semelhante, em 1723, o governo foi vendido ao ducado de Saxe-Meiningen. Contudo, como esta venda aconteceu sem o consentimento da sua esposa, foi considerada ilegal, o que levou a que Saxe-Meiningen entrasse em guerra com o ducado. O estado foi ocupado por tropas de ambos os ducados e, no final, Saxe-Hildburghausen ficou devastado e arruinado.
Devido aos seus impostos intoleravelmente altos, em 1717 houve uma revolta no ducado.

## Casamento e descendência
Ernesto Frederico casou-se no dia 4 de fevereiro de 1704 com a condessa Sofia Albertina de Erbach-Erbach. Tiveram catorze filhos:
1. Ernesto Luís de Saxe-Hildburghausen (24 de novembro de 1704 - 26 de novembro de 1704), morreu com dois dias de idade.
2. Sofia Amália de Saxe-Hildburghausen (5 de outubro de 1705 - 28 de fevereiro de 1708), morreu com dois anos de idade.
3. Ernesto Luís de Saxe-Hildburghausen (6 de fevereiro de 1707 - 17 de abril de 1707), morreu com dois meses de idade.
4. Ernesto Frederico II, Duque de Saxe-Hildburghausen (17 de dezembro de 1707 - 13 de agosto de 1745), casado com a condessa Carolina de Erbach-Fürstenau; com descendência.
5. Frederico Augusto de Saxe-Hildburghausen (8 de maio de 1709 - 1710), morreu com poucos meses de idade.
6. Luís Frederico de Saxe-Hildburghausen (11 de setembro de 1710 - 10 de junho de 1759), casadado com a princesa Cristiana Luísa de Schleswig-Holstein-Sonderburg-Plön; sem descendência.
7. Natimorto (2 de agosto de 1711).
8. Natimorto (24 de agosto de 1712).
9. Isabel Albertina de Saxe-Hildburghausen (3 de agosto de 1713 - 29 de junho de 1761), casada com o duque Carlos Luís Frederico de Mecklemburgo-Strelitz; com descendência.
10. Emanuel de Saxe-Hildburghausen (26 de março de 1715 - 29 de junho de 1718), morreu com dois anos de idade.
11. Isabel Sofia de Saxe-Hildburghausen (13 de setembro de 1717 - 14 de outubro de 1717), morreu com um mês de idade.
12. Natimorto (17 de março de 1719).
13. Jorge de Saxe-Hildburghausen (15 de julho de 1720 - 10 de abril de 1721), morreu com quase um ano de idade.
14. Natimorto (15 de dezembro de 1721).

## Genealogia
| Ernesto Frederico I de Saxe-Hildburghausen | Pai: Ernesto, Duque de Saxe-Hildburghausen | Avô paterno: Ernesto I, Duque de Saxe-Gota   | Bisavô paterno: João II, Duque de Saxe-Weimar                                |
| Ernesto Frederico I de Saxe-Hildburghausen | Pai: Ernesto, Duque de Saxe-Hildburghausen | Avô paterno: Ernesto I, Duque de Saxe-Gota   | Bisavó paterna: Doroteia Maria de Anhalt                                     |
| Ernesto Frederico I de Saxe-Hildburghausen | Pai: Ernesto, Duque de Saxe-Hildburghausen | Avó paterna: Isabel Sofia de Saxe-Altemburgo | Bisavô paterno: João Filipe, Duque de Saxe-Altemburgo                        |
| Ernesto Frederico I de Saxe-Hildburghausen | Pai: Ernesto, Duque de Saxe-Hildburghausen | Avó paterna: Isabel Sofia de Saxe-Altemburgo | Bisavó paterna: Isabel de Brunsvique-Volfembutel, Duquesa de Saxe-Altemburgo |
| Ernesto Frederico I de Saxe-Hildburghausen | Mãe: Sofia de Waldeck                      | Avô materno: Jorge Frederico de Waldeck      | Bisavô materno: Wolrad IV, Conde de Waldeck                                  |
| Ernesto Frederico I de Saxe-Hildburghausen | Mãe: Sofia de Waldeck                      | Avô materno: Jorge Frederico de Waldeck      | Bisavó materna: Maria de Baden-Durlach                                       |
| Ernesto Frederico I de Saxe-Hildburghausen | Mãe: Sofia de Waldeck                      | Avó materna: Isabel Carlota de Nassau-Siegen | Bisavô materno: Guilherme de Nassau-Hilchenbach                              |
| Ernesto Frederico I de Saxe-Hildburghausen | Mãe: Sofia de Waldeck                      | Avó materna: Isabel Carlota de Nassau-Siegen | Bisavó materna: Cristina de Erbach-Breuberg                                  |